# Субханкули-хан
Субханкули́-хан (1625 или 1624, Бухара — 1702, Бухара) — шестой хан Бухарского ханства из узбекской династии Джанидов (Аштарханидов), правивший в 1681—1702 годах.

## Внутренняя политика
В 1681 году Абдулазиз-хан отказался от престола в пользу своего брата Субханкули-хана. До этого Субханкули управлял Балхом с 1651 по 1680 год. 2 февраля 1681 года в мечетях Бухары была прочитана хутба с именем нового правителя Субханкули-хана.
В 1660-1680 годах Бухарское ханство подвергалось беспрестанным грабительским походам правителей Хорезма — Абулгази и Ануша-хана. В 1687 году Субханкули-хан рагромил хорезмийские войска, а в 1688 году посадил на хивинский престол своего ставленника Шахнияза.
Экономическая ситуация в стране продолжала ухудшаться, внутренние политические противоречия обострялись с каждым годом, и Субханкули-хан с большим трудом справлялся с ними. Сепаратизм подданных кочевых племен сильно возрос к концу правления Субханкули-хана.

## Внешняя политика
Субханкули-хан вел поддерживал дипломатические отношения с потомком эмира Тимура, падишахом государства Великих Моголов Аурангзебом (1658—1707). Происходил обмен посольствами с Османской империей и Россией.
В начале 1685 года Аурангзеб прислал к Субханкули-хану одного из своих знаменитых эмиров, Зебердест-хана, с разного рода подарками и преподношениями, в числе коих были и живые слоны.
В 1691 году османский султан Ахмед II прислал одного из своих доверенных лиц, Мустафу чауша, с подношениями и подарками, состоящими из арабских коней, разного рода драгоценных камней, разноцветных тканей и др.

## Постройки Субханкули-хана
При правлении Субханкули были построены медресе в Бухаре и Балхе, больница Дор-уш-Шифо в Бухаре.
Мухаммед Юсуф Мунши дает следующее описание построек Субханкули-хана в Балхе:

«Медресе, до чрезвычайности обширное и высокое, снаружи украшено изразцами. Наверху арка (Балха) он построил здания, украшенные золотом и ляпис-лазурью, начав их снизу, доведя до верха арка на высоту шестидесяти гязов, 465 и теперь это здание уподобляется старинным (постройкам) по совершенству и грандиозности. Внизу (арка) была построена приемная с террасой и соборная мечеть, относительно основания которой разум умных людей оказывается несостоятельным. Около восточной стороны высокого арка был разбит большой сад, названный Амина-бад; посредине его построена крепость с глубоким рвом (вокруг) и с высокими зданиями (внутри); с одной стороны его устроили полянки, украшенные разного рода цветниками и разнообразными плодовыми деревьями. Это было названо Баг-и заган.»

## Творчество Субханкули-хана
Сам Субханкули-хан был автором нескольких произведений по медицине и астрологии. Он имел познания в медицине и сам занимался врачеванием. Его произведение по медицине «Субханкулиево оживление медицины» («Ихйа ат-тибб Субхани») было написано на среднеазиатском тюркском языке и посвящён описанию болезней, их распознанию и лечению. Один из списков рукописи хранится в библиотеке в Будапеште. Трактат Субханкули-хана посвящённый астрономию назывался как «Сущность лунных фаз в предсказании счастливого часа» («Лубб ал-лаваих ал-камар фи-л-ихтийарат»).
Субханкули-хан увлекался поэзией и писал стихи под псевдонимом Нишони.

## Историки и поэты эпохи Субханкули-хана
Известным узбекским поэтом этой эпохи был Турды. Другим известным поэтом был Боборахим Машраб (1657—1711), классик узбекской литературы, поэт и мыслитель, последователь суфийского течения тарикат и дервиш суфийского ордена Накшбандиев (по другим источникам, Машраб принадлежал к ордену каландаров).

## Смерть
Субханкули-хан скончался 14 сентября 1702 года в Бухаре и был похоронен близ гробницы Бахауддина Накшбанда. Его преемником стал Убайдулла-хан II (1702—1711).

## Память
Мыслитель Ахмад Дониш (1827—1897) предложил периодизировать историю Средней Азии на основе принципа правления наиболее выдающихся правителей, так называемых обновителей столетия в число которых он включил Субханкули-хана. В одно время с этими обновителями жили наиболее знающие учёные, выдвинувшиеся в государствах Мавераннахра.